# 慶應義塾大学生投資団体詐欺事件
慶應義塾大学生投資団体詐欺事件（けいおうぎじゅくだいがくとうしだんたいさぎじけん）は、日本で起きた詐欺事件。
本件は、慶應義塾大学に在籍する大学生によって設立された投資団体によって引き起こされた詐欺事件であり、2012年に発覚した。

## 概要
この投資団体は投資家から多額の出資金を集めたというものの、その出資金を集めたままで足取りが途絶えて詐取したという事件。その投資家から集めた出資金の額は20億円にものぼるという規模であった。この団体は投資家には元本を保証して、1年間で預けた金が5倍になるという謳い文句で勧誘していた。だが目が利く投資家には、乗っている高級外車は型落ちの中古車で、履いていた高給靴も穴が開いているなどみすぼらしいところに気づき、そこから見透かされていた。勧誘するときの謳い文句では、自身はマイバッハに乗って、自家用ジェット機を持ち、総資産は100億円であるというものであった。
この投資団体の人物は六本木や西麻布界隈などでも知られていた。年利14.5%を保証して年間で数倍にもなるということを謳っていた。この人物自身にもそれなりの投資経験もあり、この人物に対して1人で数千万円も投資をしたという人も何人もいた。この投資団体の人物は勧誘をした人に対しては、マイバッハで送り迎えをして、高級ホテルのスイートルームなどで接待を行っており、これらのことで自らの投資の理論というのは稚拙であったものの騙すことができていた。勧誘するときにはシステムで相場の動きを監視して、損失が出る前に売り抜けるというシステムを開発したと謳っていた。また、年利14.5%を保証していた一方、これは名うてのファンドマネージャーでも確実に約束することは不可能であるという数字であった。
勧誘をする際には大学2年生の20歳と自己紹介して、株を始めたのは2年前で、イギリス人の大金持ちから2億円を預かり5倍にしたということを真顔で話していた。投資手法はデイトレーディングで、株の値動きで自動的に取り引きするプログラムを組んでいると説明していたが、過去の運用成績というのはエクセルで作成されたものであったため真偽を確かめられなかった。デイトレーディングを行っていた場所として東京都台東区のマンションを案内しており、そこにはパソコンや経済ニュースのモニターが並んでいた。
2011年10月に年利14.5%を約束した上で1000万円を貸し付けていた男性が、2012年6月にはこの大学生に関するトラブルを知り大学生に説明を求めようとしていたが連絡が取れなかった。そして利息の支払いも元本の返還も行われなかった。このことから出資した男性は大学生に損害賠償を求める訴訟を起こしていた。2012年9月14日に東京地方裁判所でこの裁判の判決が行われ、大学生側には全額の賠償を命じるという判決が言い渡された。大学生側が答弁書などを提出しなかったために、出資をした男性からの請求を認めたとみなされていた。
この投資団体の大学生は、最初にレンタルオフィスを借りて口座を開設し、デイトレードをすることから始めていた。だが実績が出ずに飽きてしまい次第にオフィスには行かなくなり、1か月ぶりに行ってみれば口座にあった600万円の金が無くなっていた。この金は同級生に借りた金であり、同級生には自動で株を売買するシステムを試していたら失敗したと説明して返すと約束をしていた。また、この大学生は元々普通の機械オタクで身なり普通だったが、それがBMW・7シリーズとベンツS600にも乗っていて、高級ブランドの服を着ていて、花見ではドン・ペリニヨンを10本も差し入れするという風に変貌していた。
金融商品を扱う際には財務局への登録が義務付けられているが、関東財務局によるとこの投資団体は登録をしていなかったために金融商品取引法に違反していた。